# 庫丘克湖
庫丘克湖是俄羅斯的湖泊，位於庫倫達平原，由克拉斯諾達爾邊疆區負責管轄，長19公里、寬12公里，面積181平方公里，海拔高度98.4米，平均水深2.5至3米，最大水深3.3米，湖水主要來自融雪。